# Torneo di Wimbledon 1978
Il Torneo di Wimbledon 1978 è stata la novantaduesima edizione del Torneo di Wimbledon e seconda prova stagionale del Grande Slam per il 1978.
Si è giocato sui campi in erba dell'All England Lawn Tennis and Croquet Club di Wimbledon dal 26 giugno all'8 luglio 1978.

## Risultati

### Singolare maschile
Björn Borg ha battuto in finale  Jimmy Connors con il punteggio di 6–2, 6–2, 6–3.

### Singolare femminile
Martina Navrátilová ha battuto in finale  Chris Evert con il punteggio di 2–6, 6–4, 7–5.

### Doppio maschile
Bob Hewitt /  Frew McMillan hanno battuto in finale  Peter Fleming /  John McEnroe con il punteggio di 6–1, 6–4, 6–2.

### Doppio femminile
Kerry Reid /  Wendy Turnbull hanno battuto in finale  Mima Jaušovec /  Virginia Ruzici con il punteggio di 4–6, 9-8(10), 6–3.

### Doppio misto
Frew McMillan /  Betty Stöve hanno battuto in finale  Ray Ruffels /  Billie Jean King con il punteggio di 6–2, 6–2.

## Junior

### Singolare ragazzi
Ivan Lendl ha battuto in finale  Jeff Turpin con il punteggio di 6–3, 6–4.

### Singolare ragazze
Tracy Austin ha battuto in finale  Hana Mandlíková con il punteggio di 6–0, 3–6, 6–4.